# Tengkerang Labuai
Tengkerang Labuai is een bestuurslaag in het regentschap Pekanbaru van de provincie Riau, Indonesië. Tengkerang Labuai telt 15.513 inwoners (volkstelling 2010).